# Thymobares ismenis
Thymobares ismenis är en insektsart som först beskrevs av Ronald Gordon Fennah 1958.  Thymobares ismenis ingår i släktet Thymobares och familjen sporrstritar. Inga underarter finns listade i Catalogue of Life.